# Илалтдинова, Елена Юрьевна
Елена Юрьевна Илалтдинова (род. 15 мая 1969, Потсдам, ГДР) — видный учёный, педагог, организатор и руководитель народного просвещения (и. о. первого проректора (на апрель 2021 г.), ранее более года — врио ректора Мининского университета), известный исследователь воспитательной педагогики Антона Семёновича Макаренко и его последователей в России и за рубежом.
Доктор педагогических наук (2015), доцент. Руководитель исследовательской лаборатории «Воспитательная педагогика А. С. Макаренко» в Мининском университете. В составе научной группы, подготовившей энциклопедическое издание «А. С. Макаренко. Школа жизни, труда и воспитания» в 9-ми томах, удостоена в 2017 году Премии Правительства РФ в области образования.

## Научная биография
В июне 1991 года окончила Нижегородский государственный педагогический институт иностранных языков им. Н. А. Добролюбова по специальности английский и немецкий языки. С 1994 г. работает в Нижегородском государственном педагогическом университете (НГПУ, ныне Мининский университет).
Научные интересы привели её в исследовательскую лабораторию «Воспитательная педагогика А. С. Макаренко», которой руководил в ту пору её основатель проф., д.п.н. А. А. Фролов.
В 2000 году окончила аспирантуру НГПУ по специальности 13.00.01 (общая педагогика, история педагогики и образования).
Ныне является руководителем лаборатории «Воспитательная педагогика А. С. Макаренко», а проф. А. А. Фролов в связи с почтенным возрастом продолжает работу уже как научный консультант лаборатории.

### Основные направления исследований
Перед лабораторией (а шире — научной школой по макаренковедению под рук. проф. А. А. Фролова) с течением времени сложились следующие направления:
- Освоение и разработка наследия А. С. Макаренко на базе имеющихся макаренковедческих отечественных и зарубежных исследований и опыта использования этого наследия в социально-педагогической практике.
- Определение методологических, теоретических, организационно-методических основ социально-педагогического творчества А. С. Макаренко в их органической взаимосвязи.
- Выявление, критический анализ и развитие методологии макаренковедческих исследований и практических разработок.
- Обновление историографической и источниковой базы макаренковедения.
- Внедрение результатов исследований сотрудников лаборатории в образовательный процесс НГПУ им. К. Минина.

Это одна из двух российских научно-исследовательских лабораторий по макаренковедению (вторая — в Москве) и трёх (с учётом Челябинской лаборатории, относящейся к системе профобразования) — в стране в целом.
Всего за последние 10 лет Е. Ю. Илалтдиновой (в том числе с соавторами) было опубликовано более 60 научных трудов по этому направлению.
Среди них такие основательные издания как 9-ти томная энциклопедия «А. С. Макаренко. Школа жизни, труда и воспитания» в 9-ми томах, удостоенная в 2017 году Премии Правительства РФ в области образования.

## Международное сотрудничество
Интересным направлением исследований лаборатории «Воспитательная педагогика А. С. Макаренко» в Мининском университете является изучение опыта последователей педагогики А. С. Макаренко за рубежом. Сотрудниками лаборатории при деятельном участии Е. Ю. Илалтдиновой выпущен целый ряд книг по сравнительному изучению педагогики Макаренко и ряда известных социально-педагогических движений и практик в Бразилии, Израиле, Италии, Японии, Германии, США и других странах.

### Международные макаренковедческие мероприятия
- К 125-летию со дня рождения А. С. Макаренко (в 2013 г.) при финансовой поддержке РГНФ проведена международная научно-практическая конференция «Педагогика А. С. Макаренко: воспитание и жизнь (достижения и проблемы)», в которой приняли участие более 100 специалистов из 20 городов и районов России и из 5 зарубежных стран.
- В 2014 году проведён международный симпозиум «Современное макаренковедение: история, состояние, перспективы», в котором приняли участие учёные и специалисты-практики из России, Германии, Италии, Норвегии, Украины и Японии. Целью симпозиума был анализ современного состояния освоения и разработки педагогического наследия А. С. Макаренко, представление истории макаренковедения в отдельных странах и в мире, определение основных проблем и направлений дальнейшей работы.

### Учебно-педагогическая деятельность
По данным портала Мининского университета Е. Ю. Илалтдинова принимает участие в постановке и чтении следующих курсов:
- Педагогическое проектирование.
- Внеурочная деятельность в образовательном учреждении.
- Современные образовательные теории.
- Теория обучения и воспитания.

Илалтдинова является также членом редколлегии научного журнала «Мининский вестник».

## Книги и брошюры

### Макаренковская энциклопедия
А. С. Макаренко: школа жизни, труда, воспитания. Учебная книга по истории, теории и практике воспитания. В 9-ти томах. Нижний Новгород, 2007—2017 гг.
- А. С. Макаренко: школа жизни, труда, воспитания. Учебная книга по истории, теории и практике воспитания Часть I. Деловые и личные письма, статьи 1921—1928 гг. / сост. А. А. Фролова, Е. Ю. Илалтдиновой. Нижний Новгород: НГПУ, 2007. 536 с.
- А. С. Макаренко: школа жизни, труда, воспитания. Учебная книга по истории, теории и практике воспитания Часть II. Письма, разработки, книги-очерки, статьи 1928—1932 гг. / сост. и коммент. А. А. Фролова, Е. Ю. Илалтдиновой. Нижний Новгород: Изд-во Волго-Вятской академии государственной службы, 2008. 543 с.
- А. С. Макаренко: школа жизни, труда, воспитания. Учебная книга по истории, теории и практике воспитания Часть III. Статьи, выступления, письма, материалы книги, пьесы, «Педагогическая поэма» 1932—1934 гг. / сост. и коммент. А. А. Фролова, Е. Ю. Илалтдиновой. Нижний Новгород: Изд-во Волго-Вятской академии государственной службы, 2009. 365 с. ISBN 978-5-85152-786-9
- А. С. Макаренко: школа жизни, труда, воспитания. Учебная книга по истории, теории и практике воспитания Часть 4. Деловые и личные письма, «Педагогическая поэма», «Методика организации воспитательного процесса», статьи, выступления, подготовительные материалы 1935—1936 гг. / сост. и коммент. А. А. Фролова, Е. Ю. Илалтдиновой. Нижний Новгород: Изд-во Волго-Вятской академии государственной службы, 2010. 333 с.
- А. С. Макаренко: школа жизни, труда, воспитания. Учебная книга по истории, теории и практике воспитания Часть 5. Статьи, выступления, письма, подготовительные материалы, «Книга для родителей» 1936—1937 гг. / сост. и коммент. А. А. Фролов, Е. Ю. Илалтдинова, С. И. Аксёнов. Нижний Новгород: Изд-во Волго-Вятской академии государственной службы, 2011. 384 с. ISBN 978-5-85152-931-3
- А. С. Макаренко: школа жизни, труда, воспитания. Учебная книга по истории, теории и практике воспитания Часть 6. Статьи, литературные рецензии, «Лекции о воспитании детей», «Честь», «Проблемы школьного советского воспитания», письма, рассказы, выступления 1937—1938 гг. / сост. и коммент. А. А. Фролов, Е. Ю. Илалтдинова, С. И. Аксёнов. Нижний Новгород: Изд-во Волго-Вятской академии государственной службы, 2013. 314 с.
- А. С. Макаренко: школа жизни, труда, воспитания. Учебная книга по истории, теории и практике воспитания Часть 7. Статьи о школе и художественной литературе, «Флаги на башнях», подготовительные материалы к «Путям поколения» и «Ньютоновым кольцам», рассказы, встречи с читателями, «Некоторые выводы из моего опыта», «О моем опыте», статьи, письма, дневниковые записи — 1938 г. / сост. и коммент. А. А. Фролов, Е. Ю. Илалтдинова, С. И. Аксёнов. Нижний Новгород: Изд-во Волго-Вятской академии государственной службы, 2014. 368 с. ISBN 978-5-85219-349-0.
- А. С. Макаренко: школа жизни, труда, воспитания. Учебная книга по истории, теории и практике воспитания Часть 8. Выступления и отзывы о художественной, детской литературе, доклады о воспитании и этике, киносценарии, материалы к «Книге для родителей», рассказы, письма, дневниковые записи. Дек. 1938 — март 1939 гг. / А. С. Макаренко, сост. и коммент. А. А. Фролов, Е. Ю. Илалтдинова, С. И. Аксёнов. — Н. Новгород: Мининский университет, 2015—358 с.
- А. С. Макаренко: школа жизни, труда, воспитания. Учебная книга по истории, теории и практике воспитания Часть 9. Дополнения к 1-8 частям: различные авторские и документальные материалы, относящиеся к советскому и дореволюционному (1917 г.) периодам жизни и деятельности А. С. Макаренко. / сост. и коммент. А. А. Фролов, Е. Ю. Илалтдинова, С. И. Аксёнов. — Н. Новгород: Мининский университет, 2017. — 402 с.

### Сравнительное макаренковедение (совр. зарубеж. опыт)
- Фролов А. А., Илалтдинова Е. Ю., Аксёнов С. И. Исхак Адизес и Антон Макаренко: развитие — основа организации // «Социальная педагогика», 2015 г. № 5-6.
- Фролов А. А., Илалтдинова Е. Ю. Идеи А. С. Макаренко в образовательной теории и практике современного бразильского движения безземельных работников (ДБР-MST). Нижний Новгород: изд-во Мининского университета, 2019. 54 с.
- Фролов А. А., Илалтдинова Е. Ю. А. Макаренко и П. Фрейре: сравнение основ их социально-педагогической деятельности. Нижний Новгород: изд-во Мининского университета, 2019. 19 с.

## Избр. статьи
- Илалтдинова Е. Ю. Интерпретация идей А. С. Макаренко о первичном коллективе в советской педагогике (1939—1990 годы) // Вестник Рязанского государственного университета им. С. А. Есенина, 2011.
- Илалтдинова Е. Ю. Направления взаимодействия официальной педагогики и педагогической общественности в истории освоения и разработки наследия А. С. Макаренко (с 1939 г.) // Сибирский педагогический журнал, 2012. № 4. С. 249—254.
- Илалтдинова Е. Ю., Аксёнов С. И., Кувабара Кийоси. Современное зарубежное и отечественное макаренковедение // Вестник Мининского университета, 2014, № 3.
- Кушнир А. М., Илалтдинова Е. Ю. Идеология, практика и потенциал продуктивного образования в контексте наследия А. С. Макаренко // Народное образование. 2014. № 1 (1434). С. 59-69.
- Илалтдинова Е. Ю., Аксёнов С. И. Практика производственно-хозяйственного воспитания в советской педагогике и школе (на основе наследия А. С. Макаренко) // Отечественная и зарубежная педагогика. 2018. Т. 1. № 3 (50). С. 76-83.
- Фролов А. А., Илалтдинова Е. Ю. Развитие социального творчества молодёжи: наследие И. П. Иванова и педагогика А. С. Макаренко. Нижний Новгород: изд-во Мининского университета, 2019. 22 с.

## Награды
- Медаль III степени Нижегородской и Арзамасской епархии Русской Православной Церкви «Святого благоверного князя Георгия Всеволодовича» за заслуги перед Святой Матерью Церковью. Удост. № 349 от 12.01.2021 за подписью Митрополита Нижегородского и Арзамасского Георгия[3].